# マイナス成長
マイナス成長（マイナスせいちょう）とは、経済学に於ける用語（専門用語）の一つである。

## 概要
国内総生産(GDP)が前期より減少している状況を言う。経済成長率は前期と比較してみたところの伸び率を意味するが、これに当てはまらない経済成長率が減少している状態がマイナス成長と言われている。だが日本の経済成長率の年鑑を見てみれば、マイナス成長となっているのは石油危機（オイルショック）が発生した1974年と、不況であった1998年と、リーマン・ショックがあった次年（2009年）、コロナウイルスが蔓延した年（2020年）のみである。
逆にGDPが前期より増加していることをプラス成長と言う。